# ویکتور فرناندز (بازیکن فوتبال، زاده ۱۹۹۸)
ویکتور فرناندز (انگلیسی: Victor Fernández؛ زادهٔ ۲ مهٔ ۱۹۹۸) بازیکن فوتبال است.
از باشگاه‌هایی که در آن بازی کرده‌است می‌توان به باشگاه فوتبال نیوکاسل یونایتد اشاره کرد.